# Worcester (wijndistrict)

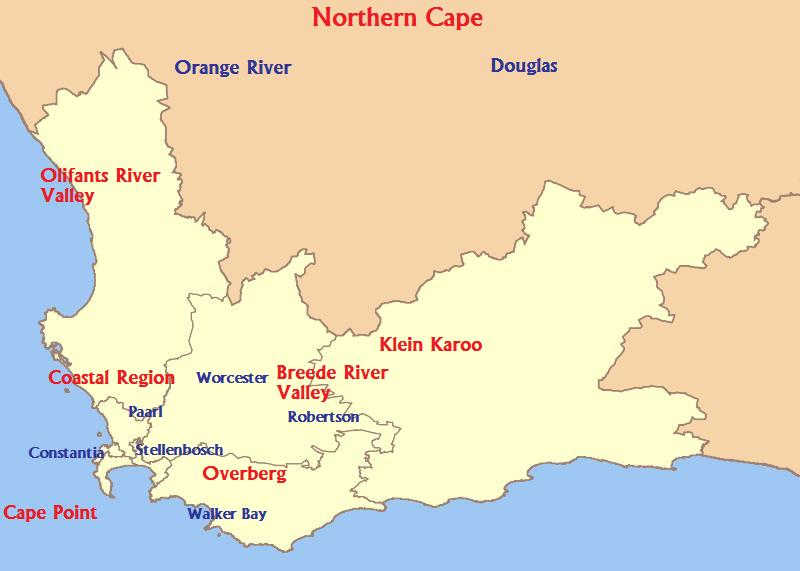
De locatie van Worcester

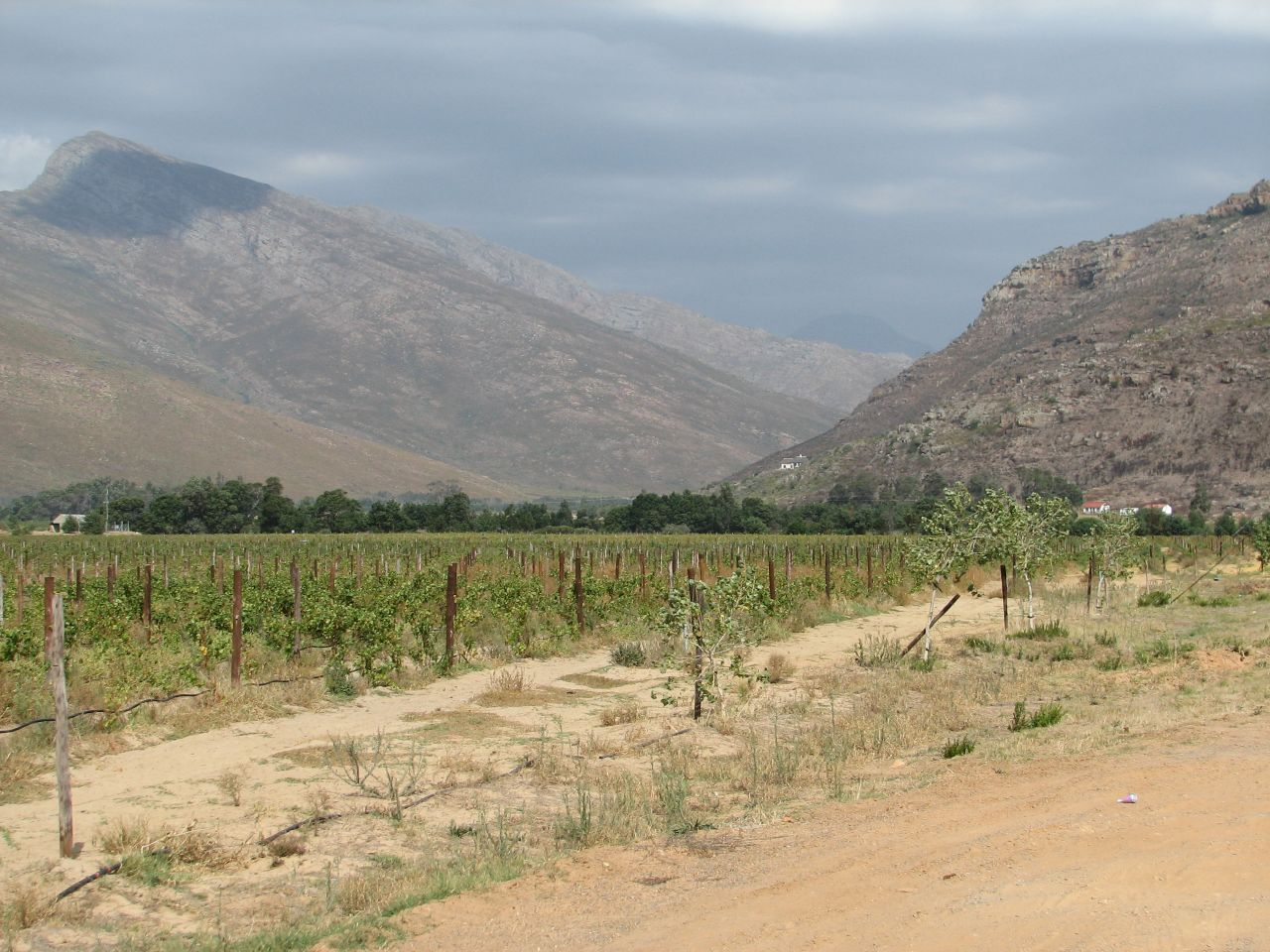
Wijngaarden in Tulbagh

Worcester is een wijndistrict in Zuid-Afrika, genoemd naar de stad Worcester. Het district behoort tot de wijnregio Breede River Valley in de West-Kaap.
Dit district behoort met een aanplantareaal van ongeveer 19.560 hectare, dat overeenkomt komt met bijna 20% van de totale aanplant in Zuid-Afrika, tot een van de grootste districten. Het district is goed voor zo'n 27% van de wijn- en brandyproductie in Zuid-Afrika en is daarmee de grootste producent. Het wijnbouwgebied ligt voornamelijk langs de Breede en haar zijrivieren en wordt aan drie kanten door bergen omringd. De bodemsamenstelling en microklimaten in de diverse riviervalleien verschillen aanzienlijk van elkaar. Overal heersen hoge temperaturen en er valt weinig regen. Er vindt daarom irrigatie plaats.
Chenin Blanc, Colombard, Chardonnay, en Cabernet Sauvignon zijn de meest voorkomende druivenrassen.